# Čornyj voron

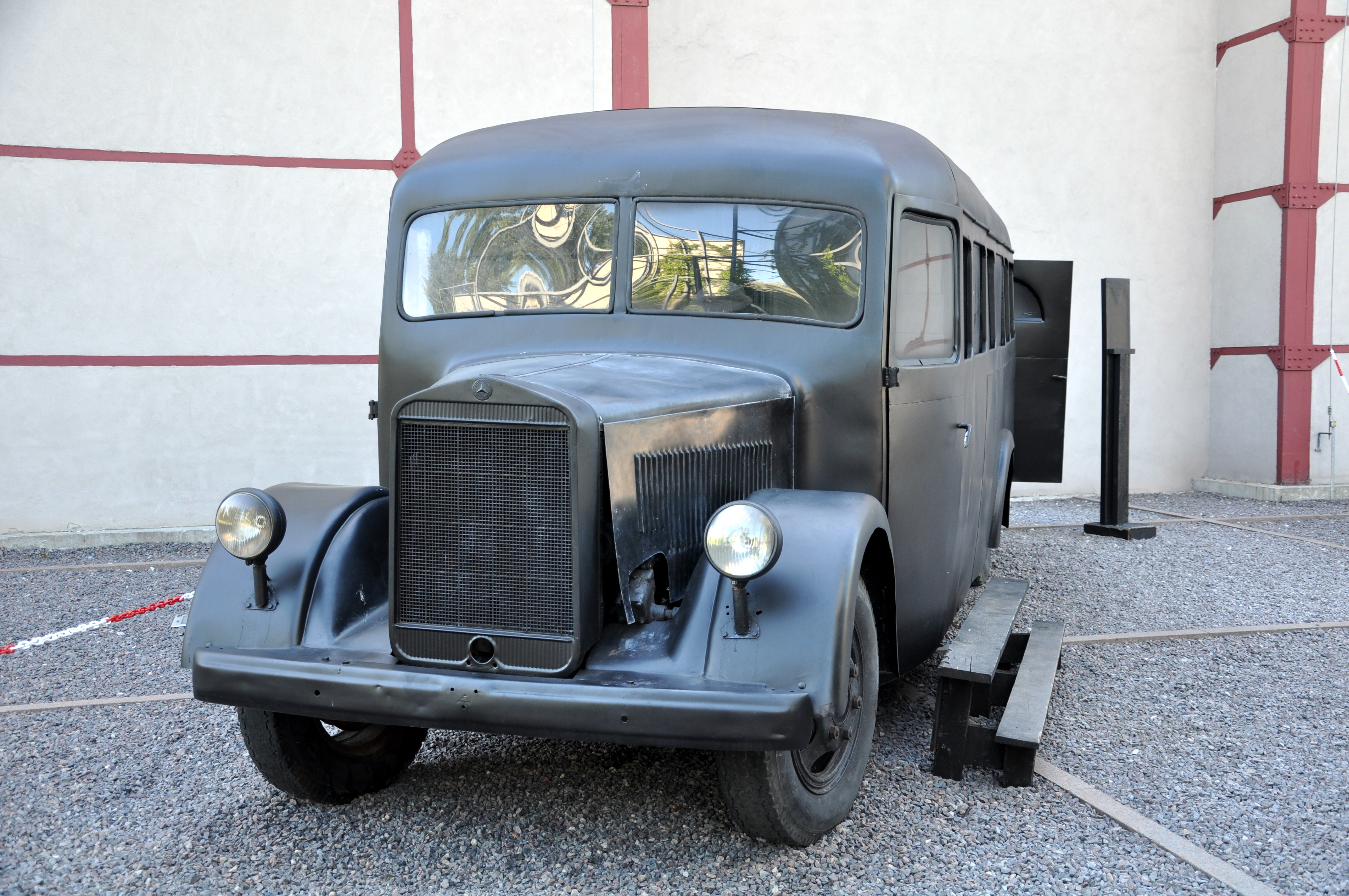
Rekonstruovaný „čornyj voron“ v Muzeu varšavského povstání ve Varšavě

Čornyj voron (rusky чёрный ворон, doslova „černý krkavec“; rovněž „černá Marusja“, чёрная Маруся) byl obecný název pro sovětský vězeňský autobus určený pro přepravu zatčených. Autobus měl černou barvu a byl rozdělen na malé cely. Středem procházela chodba, po jejíž obou stranách se nacházely úzké dveře. Jednotlivé cely nebyly osvětleny a bylo v ních místo sotva pro jednoho člověka. Okna byla natřena, aby vězni nic neviděli. Vchod se nacházel vzadu.
Vězeňské autobusy tohoto typu byly využívány v době stalinismu NKVD a budily v sovětských obyvatelích veliký strach. Roku 1940 takovými autobusy byli přepravováni polští zajatci z železniční stanice Gňozdovo na místo katyňského masakru. Přejezd voronem popsal ve svých vzpomínkách náhodou z masakru zachráněný Stanisław Swianiewicz. Termín „čornyj voron“ je používán v polských publikacích na téma Katyně, zatímco „čornaja Marusja“ se objevuje mj. v poémě Rekviem Anny Achmatovové.